# Severnyj (Mosca)
Il quartiere Severnyj (in russo Район Северный?, "settentrionale") è un quartiere di Mosca sito nel Distretto Nord-orientale. Esterno all'MKAD, si colloca tra quest'ultimo e l'abitato di Dolgoprudnyj.
Incluso nel territorio cittadino nel 1985, la sua area comprende i paesi di Severnyj, Vinogradovo e Il'inskij, quest'ultimo demolito, nonché la stazione sperimentale chemioagraria di Dolgoprudnyj e la centrale dell'acquedotto settentrionale. Proprio come villaggio dell'acquedotto fu fondato il paese di Severnyj nel 1950.